# Georg Gerhard Wendt
Georg Gerhard Wendt bzw. Gerhard Wendt (* 10. April 1921 in Rostock; † 22. Oktober 1987 in Marburg) war ein deutscher Humangenetiker und Eugeniker. Er initiierte die Einrichtung von genetischen Beratungsstellen in der Bundesrepublik Deutschland.

## Leben
Gerhard Wendt besuchte die Große Stadtschule Rostock und studierte ab 1940 Medizin an den Universitäten Rostock, Würzburg, Berlin und Prag. Während des Zweiten Weltkriegs war er Sanitätsoffizier der Luftwaffe. Kurz vor Kriegsende absolvierte er Staatsexamen und Promotionsverfahren an der Deutschen Universität in Prag bei dem Gerichtsmediziner und SS-Obersturmführer Günther Weyrich.
Anschließend arbeitete Wendt zunächst einige Zeit in den v. Bodelschwinghschen Anstalten Bethel und ein Jahr am Gerichtsmedizinischen Institut von Münster bei Albert Ponsold. 1948 erhielt er eine Assistentenstelle in Marburg, wo er sich 1952 als Anatom habilitierte und Privatdozent wurde. Er hatte 1951 gemeinsam mit Willi Zell eine Untersuchung von 474 Schizophrenen aus Bethel und 500 erwachsenen „rassisch ähnlichen“ Vergleichspersonen vorgelegt, mit der er die Behauptung widerlegte, die Gruppe der Schizophrenen sei auf Grund ihrer Papillarleistenmuster von der Gruppe der Gesunden zu unterscheiden. Während verschiedener Gastaufenthalte bei dem Vererbungswissenschaftler Hans Nachtsheim in Berlin und Tage Kemp in Kopenhagen orientierte er sich von der Anthropologie zur Humangenetik und erhielt 1957 die Venia legendi für dieses Fach.
Im Jahr 1959 erhielt Wendt einen Ruf als Professor an die Philipps-Universität Marburg, wo er 1963 Ordinarius und Direktor eines neu eingerichteten Instituts für Humangenetik wurde. 1965 wurde Wendt Schriftführer im Marburger Universitätsbund. Er entwickelte Mitte der 1970er Jahre eine zweijährige ärztliche Fortbildung zur „Medizinischen Genetik“ und wurde Ende der 1970er Jahre Mitglied im Wissenschaftlichen Beirat der Bundesärztekammer.

## Begründer der genetischen Beratung in Deutschland
Im Jahr 1969 organisierte und leitete Wendt ein wegweisendes Symposium im Rahmen des Forum Philippinum unter dem Motto „Genetik und Gesellschaft“, bei dem es um die „Erbgesundheit und Leistungsfähigkeit künftiger Generationen“ ging. Auf diesem Symposion wurde die genetische Beratung neu legitimiert, indem das Wohl der Familie betont und die genetische Beratung der präventiven Medizin zugeordnet wurde. Gerade Wendt betonte aber auch den Wert der Beratung für die Gesamtbevölkerung. Gemeinsam mit Peter Emil Becker und Hans Wilhelm Jürgens entwickelte er ein Forschungsprogramm zur „Sozialgenetik“, das den Ausbau der humangenetischen Beratungs- und Untersuchungsstellen forderte als auch die Legalisierung von Sterilisationen aus eugenischer Indikation. Auf dieser Tagung wurde zugleich das Modell der genetischen Beratungsstelle vorgestellt.
Wendt gilt als geistiger Vater der genetischen Beratung, die in der ersten Hälfte der 1970er Jahre in der Bundesrepublik Deutschland ausgebaut wurde. Er selbst eröffnete am 10. August 1972 als Leiter die erste Genetische Beratungsstelle der Bundesrepublik Deutschland in Marburg. Diese Beratungsstelle war zunächst als zweijähriger Modellversuch vorgesehen und wurde vom Bundesministerium für Gesundheit und der Volkswagen-Stiftung finanziert. Die Beratungsstelle sollte in Zusammenarbeit mit den Kassenärzten einen größeren Bevölkerungskreis systematisch in Fragen der Erbkrankheiten beraten. Zielgruppe waren Eltern, in deren Familien schon einmal Erbkrankheiten beobachtet wurden. Vor dem Hintergrund statistischer Untersuchungen, die bei Frauen im Alter zwischen 40 und 44 Jahren eine erhöhte Wahrscheinlichkeit feststellten, ein Kind mit Down-Syndrom zu gebären, wandte sich die Beratungsstelle auch an Frauen um die 40 mit Kinderwunsch. Wendt ließ eine Aufklärungsbroschüre an 3500 hessische praktische Ärzte versenden, damit diese Patienten zur kostenlosen Beratung nach Marburg schickten. Zudem wurden mehr als hunderttausend Exemplare eines Beratungsfaltblatts verteilt. Über die Wirkung der Öffentlichkeitsarbeit wurde eine Studie durchgeführt, die 1975 mit dem Hufeland-Preis für die beste wissenschaftliche Arbeit auf dem Gebiet der Präventivmedizin ausgezeichnet wurde.
Mit dem Auslaufen der Modellphase, während der 2.173 Familien beraten wurden, beschlossen das Marburger Universitätsklinikum und die Medizinische Fakultät Ende 1974, die genetische Beratungsstelle als genetische Poliklinik in das Klinikum zu übernehmen. Mit dem Marburger Modell wurde ein niedrigschwelliges Angebot geschaffen, das die Beratung einer großen Zahl an Patienten ermöglichte. 1977 existierten in der Bundesrepublik Deutschland bereits 41 solcher Beratungsstellen, die aber nicht alle Wendts Modell folgten.

## Reformeugeniker
Wie auch Widukind Lenz sah Wendt Schwierigkeiten, in der Praxis bei Anträgen auf Sterilisation zwischen sozialer und genetischer Indikation zu unterscheiden. Für ein „typisches Beispiel“ hielt er „ein leicht schwachsinniges 17jähriges Mädchen aus einer asozialen Familie, das sexuell triebhaft und haltlos, bereits ein uneheliches Kind hat. […] In manchen derartigen Fällen stellt sich dann drängend die Frage, ob nicht aus sozialer oder aus gemischt genetisch-sozialer Indikation sterilisiert werden sollte“. Wendt forderte deshalb 1974, die genetische Beratung allen Familien zugänglich zu machen. Denn die genetische Situation der Gegenwart sei durch die Ausschaltung der natürlichen Auslese und die Erhöhung der Mutationsrate gekennzeichnet. Deshalb sollte es bei der genetischen Beratung nicht nur um Erbkrankheiten gehen, sondern es sollte auch an diejenigen herangetreten werden, die mit ihrer körperlichen oder geistigen Leistungsfähigkeit an der unteren Grenze der Norm lägen, also auch „sozial schlecht angepasste“ oder „asoziale Großfamilien“. Wenn nicht sofort ausreichend Beratungsstellen eingerichtet würden, so Wendt 1975, „dann könnten diejenigen letztlich Recht behalten, die – wie Hans Nachtsheim – meinen, ein Zwang zur Erbgesundheit müsse in wenigen Generationen genauso selbstverständlich sein wie heute der Impfzwang“.
Zwischen 1974 und 1979 amtierte Wendt als Vorsitzender der „Stiftung für das behinderte Kind“, nachmalig die „Stiftung für das behinderte Kind zur Förderung von Vorsorge und Früherkennung“.
In dieser Funktion bemerkte er: „Das Dilemma der Behindertenhilfe besteht hauptsächlich darin, daß eine bessere Behandlung und Betreuung der Behinderten die Lebenserwartung dieser Mitmenschen erhöht und so die Zahl der Behinderten ansteigen läßt“. Er formulierte: „Wir verhalten uns wie ein Mensch, der sich verzweifelt bemüht, das Wasser aus seiner Wohnung zu schöpfen, der aber nicht daran denkt, den defekten Wasserhahn zu verstopfen.“ Das Ziel der Stiftung sei es „den Zustrom an Behinderten zu verringern.“
Gerade am Marburger Institut wurde stets der Kosten-Nutzen-Aspekt der genetischen Beratung betont. Wendt betreute etwa die Dissertation Probleme der Erfolgskontrolle präventivmedizinischer Programme, dargestellt am Beispiel einer Effektivitäts- und Effizienzanalyse genetischer Beratung von Hans Heinrich von Stackelberg (1980). Darin stellte Stackelberg eine Kosten-Nutzen-Rechnung auf, die davon ausging, dass behinderte Menschen nicht nur in öffentlichen Einrichtungen, sondern auch innerhalb der Familie Kapital binden würden. Stackelberg kam zu dem Schluss, dass die humangenetische Beratung als Investition in produktives Humanvermögen Kosten im Verhältnis 1:51 einspare. Bei der Gegenüberstellung der Kosten der genetischen Beratung und der Kosten, die jedes behinderte Kind verursache, kam er auf einen Nutzenüberschuss in Höhe von 3,9 Millionen DM für jedes auf Grund der Beratung nicht geborene behinderte Kind. Seine Arbeit wurde 1981 mit dem Gesundheitsökonomiepreis der Bundesministerin für Arbeit und Sozialordnung ausgezeichnet.
Wendts propagandistischer Ansatz gilt als in der westdeutschen Humangenetik als singulär; gleichwohl war Wendt in seiner Wissenschaftsdisziplin nicht isoliert. Fachkollegen lobten im Gegenteil Wendts Verdienste um den Aufbau der genetischen Beratung, so dass seine Positionen während der 1970er Jahre unumstritten waren. In den 1980er Jahren nahm die Kritik jedoch rapide zu. Kritiker warfen Wendt und anderen Befürwortern der genetischen Beratung vor, die nationalsozialistische Rassenhygiene weiterzuführen. Ernst Klee etwa rechnete Wendt zur „Nachwuchsgeneration der Rassenhygieniker“. Andere ordnen Wendt der „Reformeugenik“ zu. Innerhalb der genetischen Beratung wurde Wendts Präventionsparadigma allmählich durch ein nichtdirektives Beratungsmodell abgelöst und sein Konzept als unzeitgemäß abgelehnt. Die von ihm entworfenen institutionellen Strukturen wurden gleichwohl ausgebaut und weiterentwickelt.

## Veröffentlichungen
- mit W. Zell: Schizophrenie und Fingerleistenmuster. In: Archiv für Psychiatrie und Zeitschrift Neurologie. 186, 1951, S. 456–463.
- mit Helmut Baitsch (Hrsg.): Genetik und Gesellschaft. Marburger Forum Philippinum. Wiss. Verlags-Ges, Stuttgart 1970.
- mit Dorothea Drohm: Die Huntingtonsche Chorea. Eine populationsgenetische Studie. In: P. E. Ecker u. a. (Hrsg.): Fortschritte der allgemeinen und klinischen Humangenetik. Band 4. Thieme, Stuttgart 1972, ISBN 3-13-224401-5.
- Vererbung und Erbkrankheiten. Ihre gesellschaftliche Bedeutung. Herder & Herder, Frankfurt 1974, ISBN 3-585-32108-9.
- mit Ursel Theile: Humangenetik und genetische Beratung. Einführung für das klinische Studium. In: Klinik der Gegenwart. Band 11, S. 283–356; Studienausg. des Beitr. Humangenetik und prophylaktische Medizin. 1974.
- mit Peter E. Becker (Hrsg.): Erbkrankheiten, Risiko und Verhütung. Bericht über d. Tagung am 17. u. 18. Febr. 1975 in Marburg a. d. Lahn. Veranstalter: Inst. f. Humangenetik d. Univ. Marburg, Lahn ; Dt. Grünes Kreuz Marburg, Lahn ; Akad. f. Ärztl. Fortbildungen d. Landesärztekammer Hessen. Medizinische Verlagsgesellschaft, Marburg 1975.
- mit Ursel Theile (Hrsg.): Genetische Beratung für die Praxis. 70 Erbkrankheiten. Klinik, Häufigkeit, Genetik, Beratung. Bearb. von Heiner Cramer … Fischer, Stuttgart 1975, ISBN 3-437-00163-9.
- mit Peter E. Becker (Hrsg.): Genetische, geburtshilfliche und pädiatrische Prävention. Vorträge im Rahmen d. 1. Fortbildungsveranst. d. Stiftung für d. Behinderte Kind zur Förderung von Vorsorge u. Früherkennung. Medizinische Verlagsgesellschaft, Marburg/Lahn 1977.
- als Hrsg.: Praxis der Vorsorge. Ein Leitfaden der Stiftung für das Behinderte Kind zur Förderung von Früherkennung und Vorsorge. Medizinische Verlagsgesellschaft, Marburg 1984, ISBN 3-921320-05-4.